# Bataille de Ruxu (223)
Campagne contre le Wu de Cao Pi
La bataille de Ruxu, aussi connue sous le nom de bataille de Ruxukou, se déroule en 222-223, pendant la période des trois Royaumes de l'Histoire de la Chine. Elle oppose le royaume de Wei aux forces de Sun Quan, et fait partie d'un plan d'invasion sur trois fronts imaginé par Cao Pi, l'empereur du Wei. Cette bataille est la troisième à opposer les clans Cao et Sun à Ruxu, mais elle est la seule à avoir lieu durant la période des trois royaumes, les deux autres ayant eu lieu en 213 et 217.

## La situation avant la bataille
Lorsque Liu Bei, le dirigeant du nouveau royaume de Shu, attaque Sun Quan lors de la bataille de Xiaoting en 222, Sun envoie immédiatement des présents à Cao Pi pour faire acte de soumission. En effet, Cao Pi a mis fin en 220 à la dynastie Han, et fondé un nouveau royaume, le Wei, en se proclamant empereur. Hors Liu Bei vise lui aussi le trône impérial, d'où se rapprochement rapide entre les deux ennemis du Shu.
Normalement, une telle soumission fait de Sun Quan un vassal du Wei, mais dans les faits, il agit comme s'il était totalement indépendant. Cette attitude ambiguë amène Liu Ye, un conseiller de Cao Pi, à proposer à l'empereur du Wei d'attaquer Sun Quan pendant qu'il est occupé à se battre contre le Shu. Mais Cao Pi rejette cette proposition, car il a besoin de la soumission de façade de Sun Quan pour renforcer son autorité et celle de la dynastie qu'il vient de fonder. Ce n'est qu’après la victoire de Sun Quan sur Liu Bei en août 222, que Cao Pi commence à planifier une attaque contre Sun Quan. A contrario, Liu Ye s'oppose à ce projet, car il juge qu'il arrive trop tard. La mobilisation des troupes du Wei commence lors du neuvième mois lunaire de 222; alors que Cao Pi demande régulièrement à Sun Quan d'envoyer son fils aîné en otage à la cour du Wei. Peu enclin à accéder à la demande de l'empereur du Wei, Sun Quan refuse en envoyant une lettre d'excuse rédigée sur un ton très humble. Ce refus poli est rapidement suivi par une nouvelle demande de Cao Pi pour un envoi d'otage, qui est également rejetée, ce qui met fin aux pourparlers de paix et déclenche la guerre.
Le plan d'attaque de Cao Pi prend place sur trois fronts en simultané: pendant que Cao Xiu attaque Dongkou; Cao Zhen et Xiahou Shang doivent capturer Jiangling, la capitale de la commanderie de Nan et de la province de Jing et enfin, Cao Ren doit prendre Ruxu.
En réponse à cette attaque, fin octobre ou début novembre 22, Sun Quan se déclare indépendant du Wei en décrétant le début de la première ère de son règne, l’ère Huangwu (黃武); une pratique normalement réservée aux seuls empereurs.

## La bataille
Cao Ren prend la tête d'une grande armée et marche sur Ruxu, mais avant de se mettre en route, il a d'abord diffusé de fausses informations indiquant qu'il allait attaquer Xiangxi. Zhu Huan, le général chargé de défendre Ruxu, tombe dans le piège et envoie une grande partie de son armée à Xiangxi. Après la réussite de son stratagème, Cao Ren arrive rapidement dans la région de Ruxu et bat facilement les dernières troupes présentes aux alentours de la cité. Zhu Huan se rend vite compte de son erreur, mais il n'a pas le temps de faire revenir ses soldats. Devant se battre en sous-effectifs, il décide d'utiliser la ruse contre la ruse, en faisant croire à son ennemi que son armée est encore plus réduite que ce qu'elle est réellement. Le général de Sun Quan cache ses soldats dans les maisons des civils, replie ses bannières, et fait taire ses tambours de guerre, pour donner l'illusion que la ville est presque déserte. Il espère que Cao Ren va baisser sa garde et lancer une attaque, qui le fera tomber dans une embuscade. Arrivé au pied de la ville fortifiée, Cao Ren tombe à son tour dans le piège en pensant que Zhu Huan a envoyé presque tous ses hommes à Xianxi. Il envoie alors son fils Cao Tai attaquer la ville, pendant qu'une force navale dirigée par Chang Diao, Zhuge Qian, et Wang Shuang doit capturer une île située au milieu de la rivière et où sont réfugiées les familles des officiers de Zhu Huan. Cao Ren reste en retrait, pour pouvoir servir de soutien à l'un ou l'autre de ses officiers, si la situation l'exige.
Finalement, le plan de Zhu Huan réussit parfaitement, Cao Tai tombe dans le piège et est obligé de se replier, pendant que la force navale envoyée attaquer l'île est repoussée. Finalement, Chang Diao est tué, Wang Shuang capturé et l'armée du Wei subit de lourdes pertes. Cette victoire offre un bref répit à Zhu Huan, grâce auquel il peut faire revenir ses soldats et renforcer les défenses de la ville. Après cet échec, Cao Ren prend personnellement le commandement du siège et attaque Ruxu, mais est repoussé par Zhu Huan. Après plusieurs mois de furieux combats, les épidémies et les pertes ont tellement affaibli l'armée du Wei que Cao Pi donne l'ordre à Cao Ren de battre en retraite.

## Conséquences de la bataille
Cao Ren meurt en 223, peu après la fin de la bataille. Il reçoit le titre de "Marquis Zhong" (忠侯) à titre posthume.

## Ordre de bataille
|  | - Ministre de la Défense (大司马) Cao Ren - Chang Diao - Wang Shuang | - Commandant de la région de Ruxu Zhu Huan - Zhou Shao, le fils de Zhou Tai - Luo Tong - Yan Gui |